# برايان فيلبس
برايان فيلبس (بالإنجليزية: Brian Phelps) هو غطاس بريطاني، ولد في 21 أبريل 1944 في تشيلمسفورد في المملكة المتحدة.

## وصلات خارجية
- برايان فيلبس على موقع الاتحاد الدولي للسباحة (الإنجليزية)
- برايان فيلبس على موقع اللجنة الأولمبية الدولية (الإنجليزية)
- برايان فيلبس على موقع أوليمبيديا (الإنجليزية)
- برايان فيلبس على موقع اتحاد ألعاب الكومنولث (مؤرشف) (الإنجليزية)